# 奥爾特海默 (阿肯色州)
奧爾特海默（英語：Altheimer）是一個位於美國阿肯色州傑佛遜縣的城市。

## 地理
奧爾特海默的座標為34°19′09″N 91°50′51″W / 34.31917°N 91.84750°W，而該地的平均海拔高度為63米（即207英尺）。

## 人口
根據2020年美國人口普查的數據，奧爾特海默的面積為5.49平方千米，當中陸地面積為5.31平方千米，而水域面積為0.18平方千米。當地共有人口696人，而人口密度為每平方千米126人。